# Felix Engelhardt
Felix Engelhardt (né le 19 août 2000 à Ulm) est un coureur cycliste allemand.

## Biographie
Felix Engelhardt rejoint l'équipe continentale autrichienne Tirol-KTM en 2019. Lors du Tour des Alpes 2021, une course par étapes du calendrier des ProSeries, il remporte le classement des sprints. La même année, il termine deuxième du Grand Prix Kranj, à l'issue d'un sprint d'un groupe de huit coureurs, ainsi que dixième du Trofeo Matteotti. Au cours de la saison 2022, il termine décroche deux podiums sur des courses d'un jour de l'UCI Europe Tour. Il est également sixième au classement général du Tour d'Italie espoirs et huitième du championnat d'Allemagne sur route. Peu après, il crée la surprise en devenant au sprint champion d'Europe sur route espoirs (moins de 23 ans) dans un groupe de quatre coureurs qui a résisté au retour du peloton.
En 2023, il rejoint le World Tour au sein de l'équipe australienne BikeExchange Jayco.

## Palmarès
- 2018
  - 3e du championnat d'Allemagne du contre-la-montre juniors
  - 3e du Tour de Haute-Autriche juniors
- 2021
  - 2e du Grand Prix Kranj
- 2022
  -  Champion d'Europe sur route espoirs
  - 5e étape du Tour de l'Avenir (contre-la-montre par équipes)
  - 2e du GP Vipava Valley & Crossborder Goriška
  - 3e du Trofeo Città di Meldola-GP AWC Event
- 2023
  - Per sempre Alfredo
  - 1re étape du Tour de Castille-et-León
  - 2e du Tour de Castille-et-León
  - 2e de la Japan Cup
- 2024
  - 1re (contre-la-montre par équipes) et 5e étapes du Tour de Slovaquie
  - 3e du Tour de Slovaquie
- 2025
  - 2e du championnat d'Allemagne sur route

## Résultats sur les grands tours

### Tour d'Italie
1 participation
- 2025 : 82e

### Tour d'Espagne
2 participations
- 2023 : 70e
- 2024 : 103e

## Classements mondiaux
| Année                                 | 2021 | 2022 | 2023 | 2024 |
| ------------------------------------- | ---- | ---- | ---- | ---- |
| Classement mondial                    | 897e | 346e | 166e | 640e |
| UCI Europe Tour                       | 686e | 276e | nc   | nc   |
|                                       |      |      |      |      |
| Légende : nc = non classéSource : UCI |      |      |      |      |